# Strada statale 263 di Val di Foro e di Bocca di Valle
La strada statale 263 di Val di Foro e di Bocca di Valle (SS 263), ora dal Km 31,031 Strada provinciale 214 ex SS 263 di Val di Foro e Bocca di Valle (SP 214), è una strada in parte a competenza statale ed in parte a competenza provinciale, che collega la località costiera di Francavilla al Mare con il parco nazionale della Maiella.
Attualmente la strada assume la denominazione di SS263 di Val di Foro e Bocca di Valle nel tratto in gestione all'ANAS (dal Km 0 al Km 31,030), mentre a partire dal Km 31,031 "Strada provinciale 214 ex SS 263 di Val di Foro e Bocca di Valle (SP 214)".

## Storia
La strada statale 263 venne istituita nel 1959 con il seguente percorso: "Innesto con la SS. n. 16 in località Ponte Foro presso Francavilla al Mare - Innesto con la SS. n. 81 al Km 160,760", con un'estensione di km 19+000 e la denominazione SS 263 "di Val di Foro".
Con il Decreto Ministeriale dell'1/02/1962 - G.U. 97 del 13/04/1962 la strada venne prolungata fino all'innesto con la SS. n. 84 nei pressi della frazione Corpi Santi di Lama dei Peligni. Contemporaneamente la denominazione venne modificata in "strada statale 263 di Val di Foro e di Bocca di Valle".
In seguito al decreto legislativo n. 112 del 1998, dal 2001 la gestione è passata dall'ANAS alla Regione Abruzzo che ha provveduto al trasferimento dell'infrastruttura al demanio della Provincia di Chieti, che ha provveduto a riclassificare la strada come SP214.
Tuttavia, nell'ambito del piano “Rientro Strade”, avviato di concerto con il Ministero delle Infrastrutture e Trasporti per la riorganizzazione e ottimizzazione della gestione della rete viaria, la gestione di gran parte della strada è ritornata all'ANAS. L’iter di “rientro” è iniziato nell’agosto 2017 con l’intesa sancita dalla Conferenza Unificata per la revisione delle reti di 11 Regioni ed è proseguito con l’emissione del Decreto del Presidente del Consiglio dei Ministri il 20 febbraio 2018.
Con comunicato del 4 agosto 2017 la Regione Abruzzo ha reso noto che la SS n. 263 "Di Val Foro e di Bocca di Valle" dall'innesto con la SS n. 16 - località Francavilla - all'innesto con la SS n. 539, località Torre di Colle - è passata all'ANAS, che sul proprio sito ufficiale ha confermato la presa in carico dell'arteria dal km 0 al km 31,030.
Per la tratta in gestione all'ANAS la strada è attualmente classificata come SS n. 263 "Di Val Foro e di Bocca di Valle"

## Percorso

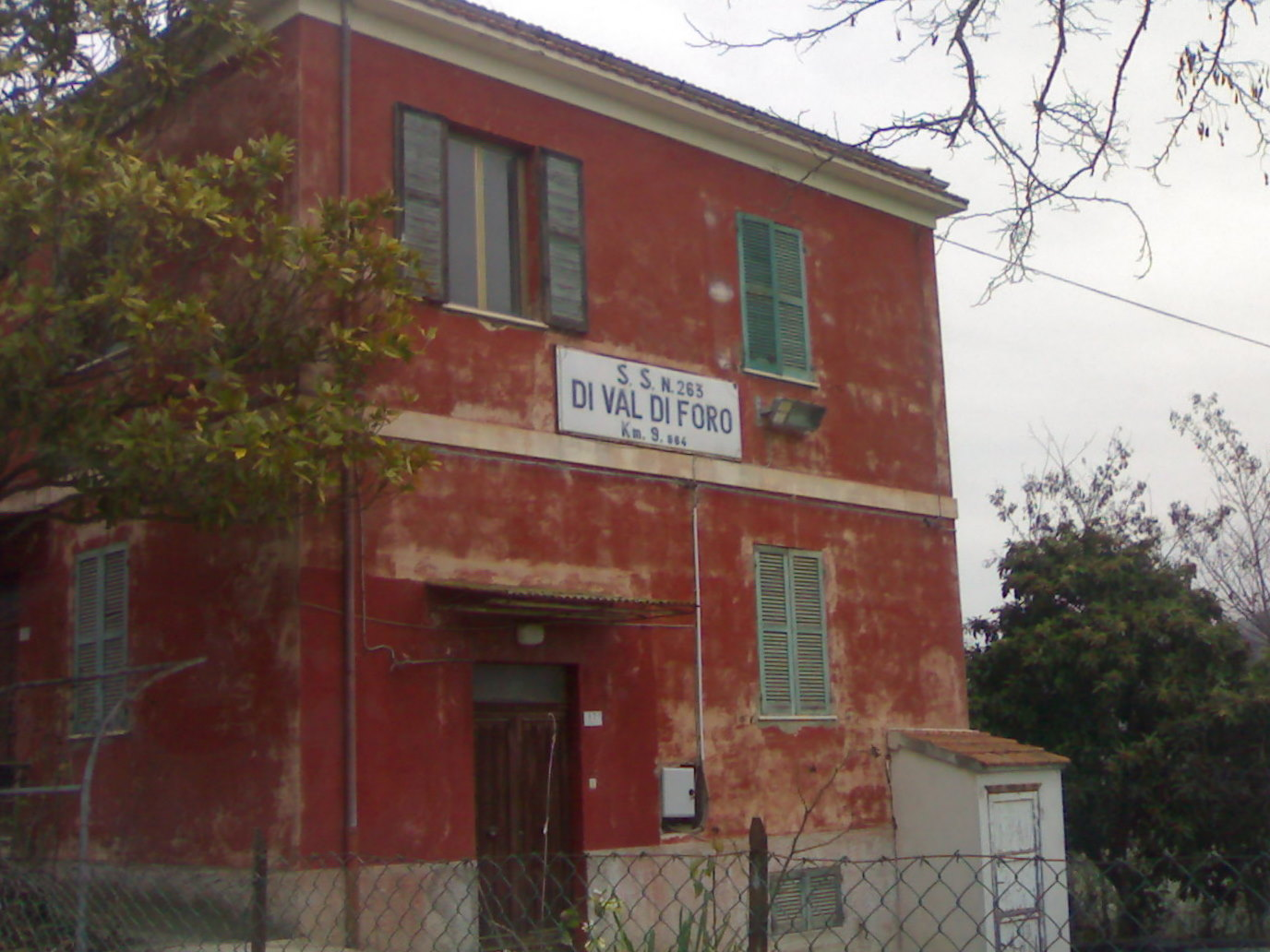
Casa cantoniera sulla strada statale 263 al km 9

La strada ha origine all'estrema periferia meridionale di Francavilla al Mare, nella zona Foro, distaccandosi dalla strada statale 16 Adriatica. Abbandona la costa in direzione perpendicolare ad essa, ricevendo dopo poche centinaia di metri la Strada statale 714 Tangenziale di Pescara.
Il tracciato procede in direzione sud-ovest lasciandosi ai lati i centri abitati di Miglianico, Ripa Teatina, Villamagna, Vacri Casacanditella e Fara Filiorum Petri. Incrocia quindi la strada statale 81 Piceno Aprutina e raggiunge Rapino.
Il percorso, proseguendo sempre in direzione sud, riceve l'innesto della strada statale 539 di Manoppello e raggiunge Bocca di Valle dove riceve invece la ex strada statale 363 di Guardiagrele.
A questo punto la strada fa da confine al parco nazionale della Maiella, attraversando nel suo percorso Pennapiedimonte, Palombaro, Fara San Martino e Civitella Messer Raimondo attraverso le località Colle San Leonardo e Selva, per poi terminare pochi chilometri dopo innestandosi sulla strada statale 84 Frentana nei pressi di Corpi Santi, frazione di Lama dei Peligni.